# Zjytomyr
Zjytomyr (ukrainska: Житомир lyssna (fil); ryska: Житомир, Zjitomir; polska: Żytomierz) är en stad i Zjytomyr oblast i norra Ukraina. Staden är oblastets administrativa huvudort. Den är belägen vid floden Teteriv, cirka 133 kilometer väster om Kiev. Zjytomyr beräknades ha 261 624 invånare i januari 2022.

## Historia
Enligt traditionen grundades staden år 884 av Zjitomir, en drevljansk furste. Den blev snart en del av det kievrusiska riket, eller federationen. De första källorna som nämner Zjytomyr är från 1240, då Batu Khan ödelade staden under mongolernas invasion av östra Europa.
Från 1320 kom staden under Storhertigdömet Litauen, innan den efter Lublinunionen 1569 kom under den polska kronan.
I den andra delningen av Polen 1793 tillföll staden ryska imperiet, där den blev huvudstad i guvernementet Volynien. Under några veckor 1918 var den även huvudstad i den Ukrainska folkrepubliken, men från 1920 kom den att ligga i Sovjetunionen, 1922–1991 i sovjetrepubliken Ukrainska SSR.

### Andra världskriget
Nazityskland invaderade Sovjetunionen den 22 juni 1941 under kodnamnet Operation Barbarossa. I den tyska arméns fotspår följde Einsatzgruppe C som i Zjitomir med omnejd förföljde partisaner, politruker och judar. I början av augusti 1941 utförde Sonderkommando 4a under befäl av Paul Blobel ett flertal massavrättningar i Zjitomir.